# 中野由希
中野 由希（なかの ゆき、1996年9月28日 - ）は、日本の女子バスケットボール選手である。ポジションはスモールフォワード。Wリーグの日立ハイテク クーガーズ所属。

## 来歴
福岡県八女市出身。
八女市立岡山小学校を卒業後、
福岡県立輝翔館中等教育学校から福岡大に進み国体準優勝を経験。
2019年、トヨタ紡織サンシャインラビッツにアーリーエントリーを経て加入。
2022年、日立ハイテク クーガーズに移籍。